# Sainte-Marie-aux-Chênes
Sainte-Marie-aux-Chênes là một xã trong vùng Grand Est, thuộc tỉnh Moselle, quận Metz-Campagne, tổng Marange-Silvange. Tọa độ địa lý của xã là 49° 11' vĩ độ bắc, 06° 00' kinh độ đông. Sainte-Marie-aux-Chênes nằm trên độ cao trung bình là 290 mét trên mực nước biển, có điểm thấp nhất là 205 mét và điểm cao nhất là 323 mét. Xã có diện tích 10,19 km², dân số vào thời điểm 1999 là 3328 người; mật độ dân số là 326 người/km².

## Thông tin nhân khẩu
| 1962  | 1968  | 1975  | 1982  | 1990  | 1999  |
| ----- | ----- | ----- | ----- | ----- | ----- |
| 3 290 | 3 365 | 3 326 | 3 317 | 3 302 | 3 328 |